# A*Teens

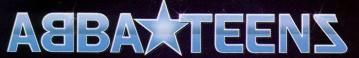
Pierwsze logo zespołu

A*Teens (stylizowany zapis: A★TEENS) – szwedzki zespół tworzący muzykę pop.

## Historia
Zespół A*Teens tworzyło czworo nastolatków pochodzących ze Sztokholmu: Dhani Lennevald, Amit Paul, Sara Lumholdt oraz Marie Serneholt. Razem rozpoczęli pracę nad projektem ABBA Teens w listopadzie 1998. Wybrali kilkanaście największych przebojów zespołu ABBA i przystąpili do nagrywania swoich wersji piosenek.
Pierwsza piosenka A*Teens - "Mamma Mia" - promowała ich debiutancką płytę The Abba Generation, która zawierała 12 największych przebojów zespołu ABBA.
W 2001 muzycy wydali album Teen Spirit z premierowym materiałem oraz nagrali piosenkę "Heartbreak Lullaby" do kinowej komedii familijnej Pamiętnik księżniczki (The Princess Diaries, 2001) z Julie Andrews i Anne Hathaway. Płyta pod koniec tego samego roku sprzedała się w nakładzie ponad 2 milionów egzemplarzy. Po krótkiej przerwie, w 2002 ukazał się kolejny album grupy - Pop 'Til You Drop!.
W 2003 ukazał się kolejny album New Arrival, zawierający utwory z poprzedniej płyty oraz kilka premierowych piosenek. Album promowała europejska trasa koncertowa. Niebawem na rynku ukazała się także składanka Greatest Hits. W tym samym roku pojawiły się pierwsze pogłoski o kłopotach w zespole. We wrześniu 2004 Dhani Lennevald wydał solowy singel, a A*Teens jako zespół przestał nagrywać. Po rozpadzie zespołu największe sukcesy w karierze solowej odnosi Marie Serneholt.
W 2014 r. w internecie pojawiła się plotka o powrocie grupy. Członkowie zespołu byli widziani w Sztokholmie w restauracji wraz z osobą z wytwórni Stockholm Records. Na chwilę obecną nie wiadomo z jakiej okazji odbyło się to spotkanie, ale wielu fanów grupy już snuło domysły o powrocie zespołu. Cała czwórka miała zrobione wspólne zdjęcia, które krążyły w sieci.
W lutym 2024 roku zespół pierwszy raz po 20 latach wystąpił gościnnie podczas szwedzkich preselekcji do Eurowizji.

## Dyskografia
- 1999 - The Abba Generation
- 2001 - Teen Spirit
- 2002 - Pop 'Til You Drop!
- 2003 - New Arrival
- 2004 - Greatest Hits